# Bürgermeister-Ehlers-Platz
Der Bürgermeister-Ehlers-Platz ist ein Platz in Bremen im Stadtteil Gröpelingen, Ortsteil Lindenhof, am Pastorenweg.
Straßen am Platz
Die am Platz befindlichen Straßen wurden benannt als Pastorenweg nach dem Weg der Pastoren zur im Kirchenkreis zuständigen Waller Kirche, Rosenakstraße 1957 nach dem Rabbiner Leopold Rosenak (1868–1923), Goosestraße nach den Gänsen (ndt. Goose), die hier wohl ausgetrieben wurden, Hirschberger Straße nach der Stadt in der früheren Provinz Schlesien, Dockstraße (inoffiziell Grüne Dockstraße) nach dem Dock der AG Weser und Morgenlandstraße nach der Flurbezeichnung (Morgen = Flächenmaß).

## Geschichte

### Name
Der Platz ist benannt worden nach dem Politiker, SPD-Senator und Bremer Bürgermeister Adolf Ehlers (1898–1978). Ehlers war um 1925 bis 1927 Mitglied in der Bremischen Bürgerschaft, 1933 bis 1945 im Widerstand für die Sozialistische Arbeiterpartei Deutschlands (SAPD) tätig, seit August 1945 Senator für Wohlfahrt dann für Gesundheit und Wohlfahrt und von 1948 bis 1963 Innensenator sowie von 1959 bis 1963 Bremer Bürgermeister.

### Entwicklung
Im Dorf Gröpelingen gab es vor 1900 die gepflasterte Dorfstraße und sandige Feldwege. Der Ausbau der Häfen und der Standort der Werft AG Weser wandelte den Ort umfassend. Um 1906 wurde der alte Pastorenweg und andere Straßen im Lindenhof-Viertel gepflastert. Im Zweiten Weltkrieg fanden im Arbeiterviertel in Gröpelingen große Zerstörungen statt. Um den rechteckigen Platz wurden ab den 1960/70er Jahren zumeist Wohnhäuser gebaut. Die Schließung der AG Weser von 1983 war im Ortsteil ein einschneidendes Ereignis und die Skulptur Arbeitende Hände von 1987 erinnert daran. Der Platz wurde ab 1981 umgestaltet im Rahmen der Städtebauförderung der Stiftung Wohnliche Stadt und der Regionalförderung der Europäischen Union nach Plänen des Planungsbüros Team Grün-Plan sowie die Grüne Dockstraße um 1981 und um 2017. Heute (2019) hat der Ortsteil Lindenhof rund 8000 Einwohner.

### Verkehr
Die Straßenbahnlinien 2 (Gröpelingen – Sebaldsbrück) und 10 (Gröpelingen – Hauptbahnhof – Sebaldsbrück) fahren im Nahverkehr in Bremen auf der nahen Gröpelinger Heerstraße vorbei.

## Gebäude und Anlagen
Den Platz umgeben zwei- bis viergeschossige Wohnhäuser. Ein Teil des Platzes wird u. a. als Wochenmarkt, ein Teil als Grünfläche und ein weiterer Teil als Stellplatz mit größeren Baumbestand genutzt.
- Pastorenweg 177A, am Platz: 2-gesch., erhaltenes Wohn- und Geschäftshaus von um 1910/20 mit Mansarddach, einem prägenden Giebel und der kleinen Gaststätte Pastorendiele.
- Pastorenweg 179: 2-gesch. zurückversetztes Wohnhaus von um 1900/10 mit Krüppelwalmdach
- Hirschberger Straße Nr. 29 bis um Nr. 35/37: 3-gesch. rotsteinverblendete Wohnhäuser der 1980er Jahre
- Hirschberger Straße Nr. 28 bis 30: 3-gesch. Wohnhäuser von ? mit 4-gesch. Giebel

Kunstobjekte, Mahnmale
- Bronzene Skulptur Arbeitende Hände von 1987 vom Bildhauer Bernd Altenstein als Erinnerung an das Arbeitsleben der ehemaligen Werftarbeiter der AG Weser, die ein Jahr zuvor geschlossen wurde.[1]